# شامبيون (ملابس رياضية)
شامبيون (أو شامبيون الولايات المتحدة الأمريكية  ) هي شركة أمريكية لصناعة الملابس ، متخصصة في الملابس الرياضية. العلامة التجارية هي شركة تابعة لشركة هانز براند (ومقرها في وينستون سالم ، نورث كارولينا )، والتي تم إسقاطها من قبل شركة سارة لي في عام 2006. كان مقر الشركة في الأصل في روتشستر، نيويورك، قبل استحواذها من قبل سارة لي في عام 1989. 

## تجارة مرخصة من الشركة المصنعة
فيما يلي قائمة بالمنتجات التي تصنعها الشركة في الأعمال الرياضية المرخصة:

### قمصان بالقميص المقلدة
- NBA – all teams (1990–2002)
- NFL – all teams (1980s–2000)
- XFL – all teams (2001)

## روابط خارجية
- الموقع الرسمي
- هنس براندز